# Grégory Baugé
Grégory Benoît Baugé (* 31. Januar 1985 in Maisons-Laffitte bei Paris) ist ein französischer Radsporttrainer und ehemaliger Radrennfahrer. Er wurde neun Mal Weltmeister in Kurzzeitdisziplinen auf der Bahn.

## Sportliche Karriere
Grégory Baugé, dessen Familie aus Guadeloupe stammt, begann mit acht Jahren Fußball zu spielen. Nach kurzer Zeit entschied er sich jedoch gegen Fußball, da er dabei friere. Daraufhin meldete ihn sein Vater in einer Radsportschule an, und Baugé begeisterte sich für diesen Sport und fuhr auch (trotz Kälte) Rennen auf der Straße.
Baugé konzentrierte sich jedoch bald auf Bahnrennen. 2002 wurde er Junioren-Weltmeister im Sprint. 2006 wurde er erstmals Weltmeister, im Teamsprint bei den Bahn-Weltmeisterschaften. Diesen Erfolg konnte er dreimal in den folgenden Jahren wiederholen und 2009 mit einem Einzelsieg im Sprint krönen. Damit war er 100 Jahre nach dem WM-Sieg von Major Taylor im Jahre 1899 der zweite dunkelhäutige Sprint-Weltmeister. Zudem errang Baugé bei den Olympischen Spielen 2008 in Peking die Silbermedaille im Teamsprint. 2010 errang Baugé erneut den WM-Titel im Sprint. Bei der Bahn-WM 2011 in Apeldoorn konnte er diesen Erfolg wiederholen und zudem die Goldmedaille im Teamsprint erringen. Damit war er zunächst der erfolgreichste männliche Sportler dieser Weltmeisterschaften, bis ihm die Medaillen aberkannt wurden.
Bei den UCI-Bahn-Weltmeisterschaften 2012 in Melbourne wurde Baugé Weltmeister im Sprint und Vize-Weltmeister im Teamsprint mit Kévin Sireau und Michaël D’Almeida. Bei den Olympischen Spielen 2012 in London errang er jeweils die Silbermedaille im Teamsprint, gemeinsam mit Kévin Sireau und Michaël D’Almeida, und im Sprint.
2016 wurde Baugé für die Teilnahme an den Olympischen Spielen in Rio de Janeiro nominiert, wo er gemeinsam mit François Pervis und Michaël D’Almeida die Bronzemedaille im Teamsprint errang. Im Sprint belegte er Rang sieben. 2019 errang er jeweils Silber im Teamsprint mit Quentin Lafargue, Sébastien Vigier und Michaël D’Almeida bei den Weltmeisterschaften sowie mit Rayan Helal, Quentin Caleyron und Lafargue Silber bei den  Europaspielen in Minsk. Bei den Europameisterschaften 2019 belegte er mit Lafargue,  Vigier und Melvin Landerneau Rang drei.
Im Januar 2021 erklärte Grégory Baugé seinen Rücktritt vom Leistungsradsport.

## Aberkennung der WM-Titel
Im Januar 2012 gab der Weltradsportverband Union Cycliste Internationale (UCI) bekannt, dass Baugé seine beiden Weltmeistertitel von 2011 aberkannt wurden, weil er mehrfach gegen die Melde-Auflagen der Welt-Dopingagentur WADA verstoßen habe. Dies wird als Dopingvergehen gewertet. Sein Anwalt gab an, dass Baugé bei einem der Termine krank gewesen sei und sich deshalb an einem anderen Ort als angegeben aufgehalten habe. Der französische Radsportverband FFC hatte die Verstöße von Baugé schon im Dezember 2010 angezeigt und kritisierte den Weltradsportverband Union Cycliste Internationale (UCI) für die Verzögerung in ihrer Entscheidung als „leichtfertig“.
Da Baugé nachträglich von Dezember 2010 bis Dezember 2011 offiziell von der UCI gesperrt wurde, war sein Start bei den Olympischen Spielen in London nicht gefährdet.

## Berufliches
Seit 2005 war Baugé im Rahmen eines Integrationsprojekts für Sportler im Öffentlichen Dienst des Département Val-de-Marne tätig. Von seiner dortigen Tätigkeit wurde er freigestellt, um ab März 2022 als Nationaltrainer der französischen Sprintmannschaft zu fungieren.

## Kritische Äußerungen von Baugé
Im Dezember 2016 übte Baugé Kritik am französischen Radsportverband FFC. Dass er bei den Olympischen Spielen 2016 in Rio nur Rang sieben belegt habe, hätte an schlechter Vorbereitung und Rahmenbedingungen gelegen. Die Arbeit der früheren Trainer Daniel Morelon, Gérard Quintyn und Florian Rousseau sei vom Verband „mit Füßen getreten“ worden, und das „französische Wissen“ habe sich in Luft aufgelöst. Vier Jahre zuvor habe man mit weniger Mitteln und ohne das inzwischen bestehende Vélodrome National größere Erfolge erzielt. In einem weiteren Interview erklärte er, er habe vor, bis zu den Olympischen Spielen in Tokio weiter aktiv bleiben zu wollen.
2019 errang er bei den Bahnweltmeisterschaften mit Quentin Lafargue, Sébastien Vigier und Michaël D’Almeida Silber im Teamsprint. Bei den Europaspielen in Minsk holte er ebenfalls Silber im Teamsprint (mit Rayan Helal, Quentin Caleyron und Quentin Lafargue). Das französische Team mit Lafargue, Vigier und Melvin Landerneau belegte bei den Europameisterschaften Rang drei im Teamsprint.
Im Juni 2020 äußerte sich Grégory Baugé zu den Protesten infolge des Todes von George Floyd, dass dunkelhäutige Fahrer wie er selbst auch an der Spitze des Radsports täglich mit rassistischer Diskriminierung umgehen müssten. Zwar habe er im Radsport-Profibereich kaum rassistische Diskriminierung erfahren, doch insgesamt sei sie ein täglicher Begleiter eines dunkelhäutigen Bürgers: „Rassismus war immer ein Teil unseres Lebens, schon immer. Wir haben gelernt, damit zu leben, auch wenn das natürlich bedauernswert ist. Es ist einfach unglückselig.“ Er verwies auf seinen Landsmann Kévin Réza, der zu Beginn seiner Karriere mit rassistischen Bemerkungen konfrontiert worden sei.  Für Baugé sind diese Vorfälle keine Überraschung, auch wenn die Athleten üblicherweise die Anschuldigungen stillschweigend hinnehmen aus Angst, nicht genügend Unterstützung zu erhalten: „Wir leiden und wir sind allein. Wir sehen es im Fußball. Sie sagen immer wieder, dass sie gegen Rassismus seien, aber sie tun nichts dagegen. [...] solange es kein Geld einbringt, wird sich auch nichts ändern.“

## Erfolge
2002

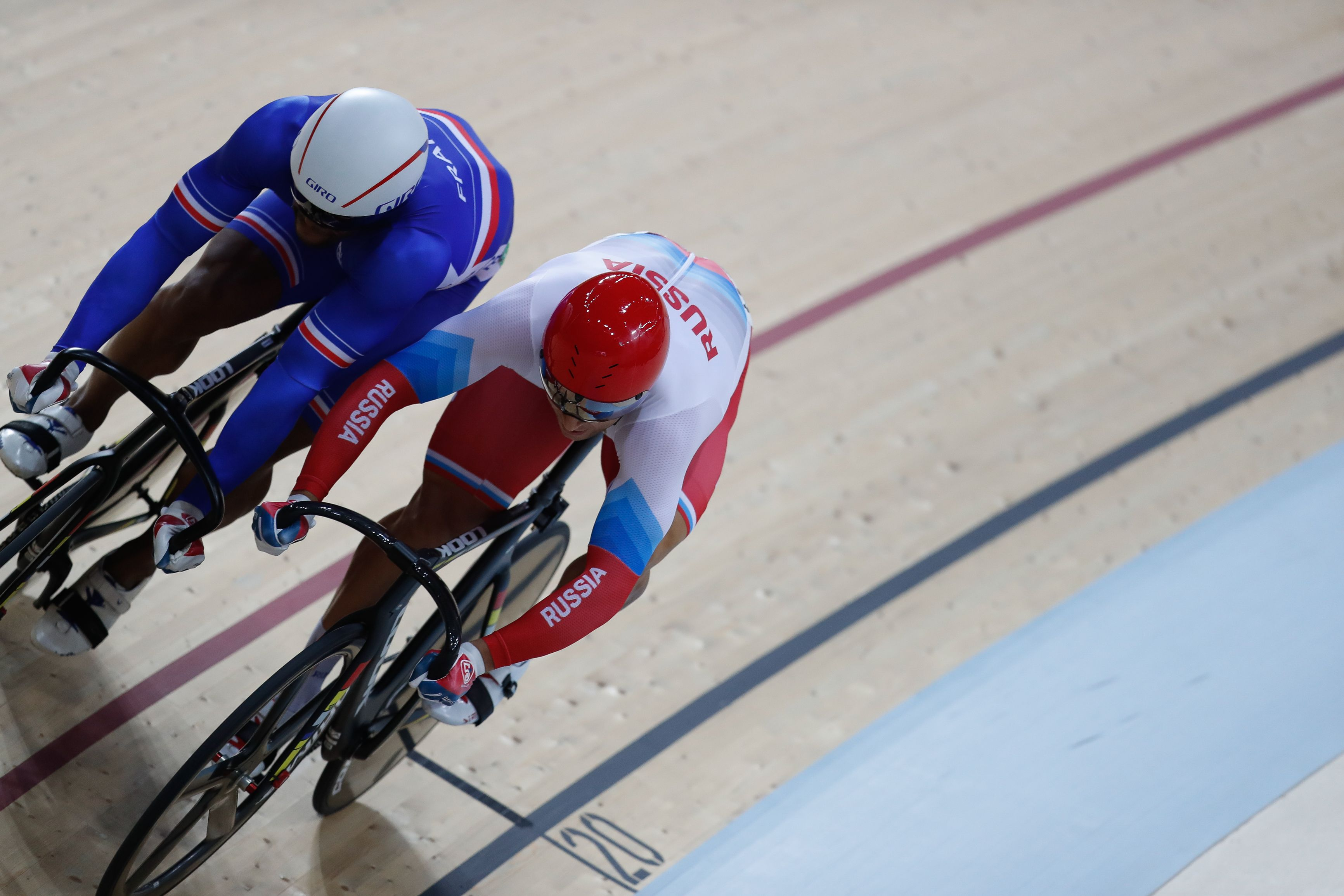
Baugé (l.) bei den Olympischen Spielen 2016 im Lauf gegen Denis Dmitrijew

- Junioren-Weltmeister – Teamsprint (mit François Pervis und Mickaël Murat)

2003
- Junioren-Weltmeisterschaft – Sprint
- Europameister – Teamsprint (mit Mathieu Mandard und François Pervis)
- Junioren-Europameister – Sprint
- Französischer Junioren-Meister – Sprint

2004
- Europameister – Teamsprint (mit Mathieu Mandard und Hervé Gané)
- Französischer U23-Meister – Sprint

2005
- Bahnrad-Weltcup in Sydney – Teamsprint (mit François Pervis und Arnaud Tournant)
- U23-Europameisterschaft – Sprint

| 2006 - Weltmeister – Teamsprint (mit Arnaud Tournant und Mickaël Bourgain) - Bahnrad-Weltcup in Los Angeles – Sprint, Teamsprint (mit Mickaël Bourgain und François Pervis) - Bahnrad-Weltcup in Sydney – Sprint - U23-Europameisterschaft – Sprint, Teamsprint (mit Didier Henriette und François Pervis) - Französischer U23-Meister – Teamsprint (mit Michaël D’Almeida und Rémi Rano) 2007 - Weltmeister – Teamsprint (mit Mickaël Bourgain und Arnaud Tournant) - Weltmeisterschaft – Sprint - Bahnrad-Weltcup in Los Angeles – Sprint - U23-Europameister – Sprint, Teamsprint (mit Michaël D’Almeida und Didier Henriette) - U23-Europameisterschaft – Keirin - Französischer Meister – Sprint, Keirin 2008 - Olympische Spiele – Teamsprint (mit Kévin Sireau und Arnaud Tournant) - Weltmeister – Teamsprint (mit Kévin Sireau und Arnaud Tournant) 2009 - Weltmeister – Sprint, Teamsprint (mit Mickaël Bourgain und Kévin Sireau) - Bahnrad-Weltcup in Peking – Sprint 2010 - Weltmeister – Sprint - Weltmeisterschaft – Teamsprint (mit Kévin Sireau und Michaël D’Almeida) - Bahnrad-Weltcup in Cali – Teamsprint (mit Kévin Sireau und Michaël D’Almeida) | 2011 - Weltmeister – Sprint, Teamsprint (mit Kévin Sireau und Michaël D’Almeida) - Bahnrad-Weltcup in Manchester – Teamsprint (mit Kévin Sireau und Michaël D’Almeida) - Französischer Meister – Sprint 2012 - Olympische Spiele – Sprint, Teamsprint (mit Kévin Sireau und Michaël D’Almeida) - Weltmeister – Sprint - Weltmeisterschaft – Teamsprint (mit Kévin Sireau und Michaël D’Almeida) 2013 - Europameisterschaft – Teamsprint (mit Michaël D’Almeida und François Pervis) 2014 - Weltmeisterschaft – Teamsprint (mit Kévin Sireau und Michaël D’Almeida) - Europameister – Sprint - Europameisterschaft – Teamsprint (mit Kévin Sireau und Michaël D’Almeida) 2015 - Weltmeister – Sprint, Teamsprint (mit Kévin Sireau und Michaël D’Almeida) - Bahnrad-Weltcup in Cali – Teamsprint (mit Quentin Lafargue und François Pervis) 2016 - Olympische Spiele – Teamsprint (mit François Pervis und Michaël D’Almeida) 2019 - Weltmeisterschaft – Teamsprint (mit Quentin Lafargue, Sébastien Vigier und Michaël D’Almeida) - Europaspiele – Teamsprint (mit Rayan Helal, Quentin Caleyron und Quentin Lafargue) - Europameisterschaft – Teamsprint (mit Quentin Lafargue, Sébastien Vigier und Melvin Landerneau) |